# Slavonizam
Slavonizam je naziv za ujednačavanje akuzativa i genitiva jednina u imenicama muškog roda, koje završavaju na suglasnik i koje označavaju nešto neživo i nešto živo. Ova pojava je zajednička dijelu starih štokavskih govora u sjevernoj Slavoniji i dijelu kajkavskih govora. Nisu pronađeni govori u kojima je ova pojava potpuna, odnosno dosljedna.
- Primjeri: Daj mi stolca. Sẹdni si na stolca.